# Mihai Palaghia
Mihai Nicolae Palaghia (ur. 20 marca 1997) – rumuński zapaśnik walczący w stylu wolnym. 
Piąty na mistrzostwach Europy w 2019. Dziesiąty w indywidualnym Pucharze Świata w 2020. Czternasty na igrzyskach europejskich w 2019. Wicemistrz igrzysk frankofońskich w 2023 roku.